# Дивош (Ернестиново)
Дивош је насеље у источној Славонији, у општини Ернестиново, Република Хрватска.

## Становништво
Насеље је према попису становништва из 2011. године имало 63 становника.

## Попис 1991.
На попису становништва 1991. године, насељено место Дивош је имало 105 становника, следећег националног састава:
| Попис 1991.‍  | Попис 1991.‍  | Попис 1991.‍ | Попис 1991.‍ | Попис 1991.‍ |
| ------------ | ------------ | ----------- | ----------- | ----------- |
|              |              |             |             |             |
| Срби         | Срби         |             | 94          | 89,52%      |
| Хрвати       | Хрвати       |             | 6           | 5,71%       |
| Југословени  | Југословени  |             | 2           | 1,90%       |
| Немци        | Немци        |             | 1           | 0,95%       |
| неопредељени | неопредељени |             | 2           | 1,90%       |
| укупно: 105  |              |             |             |             |